# 李卓荦
李卓荦（1913年—1987年）神经外科、神经生理科专家。广东广州人，原籍广东番禺。

## 生平
早年毕业于南京金陵大学。曾任美国卫生署官员。

## 参看
“金大番禺李氏三兄弟”：李卓敏、李卓皓、李卓荦。